# Rameau latéral du nez de l'artère faciale
Le rameau latéral du nez de l'artère faciale est une artère systémique paire de la tête. Il vascularise l'aile et le dos du nez.

## Origine
Le rameau latéral du nez de l'artère faciale nait de l'artère faciale lorsqu'elle remonte le long du bord latéral du nez.

### Variations anatomiques
Il peut naitre de l'artère labiale supérieure.

## Trajet
Le rameau latéral du nez de l'artère faciale se dirige médialement sur la surface latérale du nez.
Il s'anastomose avec le rameau controlatéral.